# Marnas
Marnas est une divinité masculine principale de Gaza dans l'Antiquité, durant la période classique.
Le nom Marnas est une périphrase qui vient de l'araméen Maran, en français Notre-Seigneur, désignant vraisemblablement le dieu Dagon. Marnas a également été assimilé au Zeus crétois (Zeus Kretagenes) ou au Zeus Aldemios (le cultivateur, encore en relation avec Dagon). Ses fonctions sont multiples, divinité oraculaire, on le prie aussi pour obtenir la pluie.  
Sur les pièces de monnaie datant du règne d'Hadrien, il est représenté comme un jeune homme nu en compagnie de la déesse Artémis, et ressemble à Apollon.
Son culte est le plus ancien connu à Gaza, des monnaies achéménides du IVe siècle av. J.-C. portent son nom.
Le temple de Marnas est fermé à l'instigation de Porphyre, évêque de Gaza, en 402, fermeture qui va à l'encontre de la volonté d'une partie de la population et qui nécessite l'appui de l'armée romaine.